# Угуйка
Угуйка — река в Новосибирской области России. Устье реки находится в 70 км по правому берегу реки Изес. Длина реки — 68 км, площадь её водосборного бассейна — 2430 км².

## Данные водного реестра
По данным государственного водного реестра России относится к Иртышскому бассейновому округу, водохозяйственный участок реки — Омь, речной подбассейн реки — Омь. Речной бассейн реки — Иртыш.